# Christian Ludwig Ideler
Christian Ludwig Ideler, född 21 september 1766 i Groß-Brese vid Perleberg, död 10 augusti 1846 i Berlin, var en tysk astronom.
År 1810 blev Ideler ledamot av den kungliga preussiska vetenskapsakademien. Sedan 1816 var han lärare vid hovet där prinsarna Fredrik Vilhelm, Vilhelm och Karl var hans elever. Som professor vid universitetet i Berlin (1821) utgav han åtskilliga arbeten i vilka han behandlade företrädesvis kronologi samt astronomins, matematikens och kronologins historia.
Hans son, Julius Ludwig Ideler, var en känd naturforskare och hans brorson, Karl Wilhelm Ideler, psykiater. Mågen Wilhelm Eduard Albrecht var jurist.
Månkratern Ideler är uppkallad efter honom.